# Minzy Work 01: "Uno"
Singles
1. Ni Na No (featuring Flowsik)
Sortie : 17 avril 2017

WORK 01 UNO est le premier EP de Minzy. Ce mini-album marque le début de sa carrière solo.
L'album a été officiellement mis en vente à partir du 17 avril 2017, par Music Works. Musicalement, l'album est qualifié de hip-hop, synthpop, RnB, dance et reggae.
Il comprend 6 morceaux, le sixième est simplement Ni Na No avec le verset de Flowsik en anglais.
Supergod, Michel 'Lindgren' Schulz, Melanie Fontana, Jon Asher, GroovyRoom, Stereotypes, Jack McManus, Jay Park, Flowsik et Minzy elle-même ont participé à la composition et à la production de l'album.

## Liste des titres
| No | Titre                                          | Auteur          | Producteur(s)                                                             | Durée |
| -- | ---------------------------------------------- | --------------- | ------------------------------------------------------------------------- | ----- |
| 1. | Ni Na No featuring Flowsik)                    | Minzy, Flowsik  | Michel 'Lindgren' Schulz, Jon Asher, Melanie Fontana                      | 3:11  |
| 2. | Superwoman                                     | Minzy           | Joshua Wilkinson, Jack McManus, Michel 'Lindgren' Schulz, Melanie Fontana | 3:28  |
| 3. | ING                                            | Minzy           | Stereotypes, Kat Nestle                                                   | 3:18  |
| 4. | Flashlight (featuring Jay Park)                | Minzy, Jay Park | GroovyRoom, Jay Park                                                      | 3:15  |
| 5. | Beautiful Lie                                  | Minzy           | Minzy, Superdog, Brian Cho                                                | 4:15  |
| 6. | Ni Na No(English rap ver.) (featuring Flowsik) | Minzy, Flowsik  | Michel 'Lindgren' Schulz, Jon Asher, Melanie Fontana                      | 3:11  |